# Alexis Michiels
Alexis Michiels (Bruxelles, 19 dicembre 1893 – Uccle, 2 novembre 1976) è stato un ciclista su strada belga, professionista dal 1918 al 1919. Il maggior successo che colse in carriera fu la vittoria della Parigi-Bruxelles; tuttavia è degno di nota qualche piazzamento di rilievo, come i terzi posti alla Milano-Modena 1918 e alla Parigi-Tours dello stesso anno. Nelle sue due uniche apparizioni accertate alle classiche monumento, ottenne ottimi risultati, piazzandosi quarto al Giro di Lombardia nel 1918 e quinto alla Parigi-Roubaix dell'anno successivo.

## Palmarès
- 1918 (individuale, una vittoria)

Trouville-Paris
- 1919 (La Sportive, due vittorie)

Parigi-Bruxelles
2ª tappa Circuit du Midi (Perpignan > Montpellier)

## Piazzamenti

### Grandi Giri
- Tour de France

1919: ritirato (2ª tappa)

### Classiche monumento
- Parigi-Roubaix

1919: 5º
- Giro di Lombardia

1918: 4º

### Competizioni mondiali
- Giochi olimpici

Stoccolma 1912 - Corsa individuale: 94°